# Guerra politica

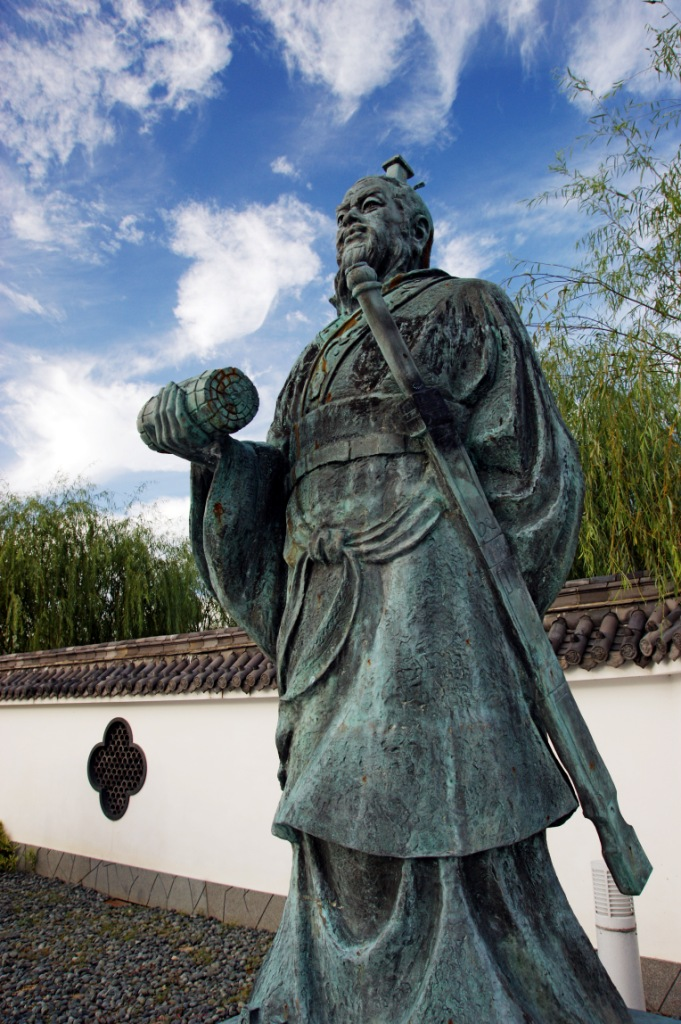
Statua di Sun Tzu a Yurihama, Tottori, Giappone. Sun Tzu, (544 - 498 a.C.), stratega militare, scrisse un trattato sulla superiorità politica sulla base della guerra politica.

La guerra politica (nota anche col termine inglese di political warfare) è il termine con cui politicamente si intende il costringere degli oppositore a fare la propria volontà, basandosi su intenti ostili. Il termine politico descrive un'interazione calcolata tra un governo ed un pubblico target per includere il governo, l'esercito e/o la popolazione in generale di un dato governo. Un governo può utilizzare una gran varietà di tecniche per condurre azioni coercitive, talvolta riuscendo ad avere la meglio sul proprio oppositore. Le tecniche includono la propaganda e le operazioni psicologiche.
La guerra politica punta per sua natura a indebolire o distruggere la volontà politica e sociale del paese oppositore ed a forzare il corso delle azioni. La guerra politica è combinata alla violenza, pressioni economiche, sovversione e diplomazia, ma il suo aspetto principale è "l'uso delle parole, delle immagini e delle idee". La creazione, il dispiego e la continuità di questi metodi possono essere il sostituto dell'azione militare diretta. Ad esempio, metodi come le sanzioni economiche o gli embarghi sono tesi ad infliggere il necessario danno economico ad una nazione per costringerla a cambiare le proprie politiche. I metodi e le tecniche utilizzati nella guerra politica dipendono dalla visione politica e dalla composizione dello stato. La condotta differirà se lo stato è totalitario, autoritario o democratico.
L'obbiettivo ultimo della guerra politica è di cambiare l'opinione dell'oppositore e le sue azioni in favore del proprio stato, senza utilizzare la forza militare. Questa tipologia di persuasione organizzata o coercizione ha anche dei proposti pratici di salvare delle vite, raggiungendo obbiettivi senza l'uso della violenza. Per questo la guerra politica include "l'arte di incoraggiare amicizie e scoraggiare inimicizie, per ottenere aiuto per una causa e provocare l'abbandono dei nemici".

## Strumenti

### Pacifici
La guerra politica utilizza tutti gli strumenti disponibili ad una nazione per raggiungere i propri obbiettivi ad eccezione della guerra propriamente detta. Il miglior strumento della guerra politica "è la politica stessa", o più direttamente, "una politica costretta". La guerra politica si ha "quando le relazioni pubbliche rimangono ottime tra due stati, nello stile della persuasione della diplomazia pubblica e le politiche sono quelle di un potere morbido, senza dare spazio a sentimenti ed azioni".
I maggiori successi in questo campo si servono della propaganda. L'essenza di queste operazioni è di agire sotto copertura, con una propaganda "bianca" che venga da fonti sicure. Nel caso della propaganda "grigia", vi è "l'amplificazione semiufficiale della voce del governo". Radio Free Europe e Radio Liberty furono esempi di una propaganda "grigia" durante la Guerra Fredda. La propaganda "nera", invece, è quella propaganda che si origina da fonti non chiare, che spesso appare da fonti disinteressate.
Diversi sono i canali per trasmettere la propaganda. Un sofisticato uso della tecnologia permette di disseminare informazioni ad un vasto numero di persone. Il canale più funzionale rimane sempre quello della parola che include discorsi al pubblico o via radio e trasmissioni televisive. La stampa è altrettanto potente attraverso pamphlets, foglietti, libri, giornali, cartoni politici e articoli di giornali (clandestini o no). La sovversione, l'influenza di agenti, spie, giornalisti e "utili idioti" può essere altrettanto usata per raggiungere lo scopo finale.

### Aggressiva

L'espansione sovietica: formazione del blocco orientale

La guerra politica include anche attività aggressive da un attore nei confronti di un altro per avere il controllo su di un altro. Tra gli stati può attivarsi una lotta pari non dichiarata oppure può esserci il complesso di vittimizzazione da parte di uno dei due. Questo rapporto aggressore-vittima può includere anche atti come assassini, attività paramilitari, sabotaggi, colpi di Stato, insurrezioni, rivoluzioni, guerriglie e guerre civili.
- Infiltrazione o liberazione straniera si ha quando un governo viene detronizzato da una forza militare straniera o per intervento diplomatico. Il proposito ultimo della campagna è quello di ottenere il controllo sulla struttura politica e sociale dell'altra nazione. La campagna può essere guidata dalle forze nazionali dell'aggressore o da una fazione politica favorevole all'aggressione che già si trovi all'interno dello stato. Paul M. Blackstock descrive tre stadi di coinvolgimento nell'estensione del controllo dell'aggressore sulla vittima:[11]

1. Penetrazione o infiltrazione: l'infiltrazione politica deliberata di gruppi sociali nello stato vittima da parte dell'aggressore col proposito ultimo di estendere la propria influenza e controllo. L'aggressione spesso si serve di diplomazia e spionaggio.[12]
2. Disintegrazione forzata o atomizzazione: "è la rottura della struttura politica e sociale dello stato vittima sino a giungere alla disintegrazione del morale nazionale al punto che lo stato non è in grado di resistere ad ulteriori interventi". L'aggressore può esasperare tensioni interne tra gruppi politici, classi, gruppi etnici, religiosi, razziali.[13] Questo concetto è simile alla strategia divide et impera.
3. Sovversione e defezione: dove la sovversione consiste nel "minare o distaccare la lealtà di un significativo gruppo politico o sociale dello stato vittima, ed il loro trasferimento di lealtà politica o ideologica all'aggressore".[14] Al posto di puntare ad un totale e diretto trasferimento, l'aggressore può accettare degli stadi intermedi che gli consentano comunque di raggiungere degli obbiettivi, come ad esempio il favore politico degli individui. Si può poi formare una contro-élite costituita da individui influenti e leader chiave per legittimare la permanenza di un nuovo regime nello stato vittima. La defezione può essere uno strumento chiave per raggiungere tali obbiettivi, oltre a fornire allo stato aggressore un gran numero di informazioni allo stato aggressore.[15]

- Colpo di Stato consiste nel detronizzare un governo tramite l'infiltrazione di gruppi politici, militari e sociali tramite un piccolo settore dello stato. Spesso i punti deboli di uno stato sono i punti critici della sua politica. Per creare un colpo di Stato ad ogni modo possono essere necessarie una serie di premesse:[16] partecipazione politica limitata ad una piccola porzione della popolazione, indipendenza da controlli esterni o influenze di altri stati nonché potere centrale senza dispersione presso autorità regionali o altri gruppi.

Un colpo di Stato utilizza le risorse politiche per ottenere il supporto di uno stato esistente e neutralizzare o immobilizzare quanti siano in grado di opporvisi. Un colpo di Stato è solitamente rapido e mira alla presa del governo, passo dopo il quale la situazione si stabilizza previo il controllo delle comunicazioni e della mobilità. Successivamente, il nuovo governo deve ottenere il consenso delle strutture pubbliche, militari ed amministrative, riducendo il senso di instabilità e insicurezza creatosi all'inizio. Un colpo di Stato può essere diretto anche da forze nazionali o coinvolgere influenze esterne, come nel caso di liberazioni dall'esterno.
- Operazioni paramilitari: la guerra politica può utilizzare anche la violenza su piccola scala con primitive strutture organizzative (ad esempio il sabotaggio) anziché una guerra convenzionale su vasta scala. Tra le attività paramilitari si includono l'infiltrazione e la sovversione, le insurrezioni e la guerra civile.[18]
- Insurrezione: un movimento di guerra politica organizzato e protratto nel tempo, disegnato per indebolire il controllo ed eliminare la legittimazione del governo costituito, del potere occupante o di un'altra autorità politica.[19] Un'insurrezione è un conflitto interno per mobilitare la popolazione locale per il controllo politico ed ottenere il supporto popolare nei confronti della causa degli insorgenti.[20] Le insurrezioni includono obbiettivi politici e militari, con lo scopo di stabilire uno stato strutturato e rivale.[21] Le insurrezioni sono dei conflitti militari non convenzionali che incorporano una gran varietà di metodi, dall'intimidazione all'assassinio sino alla propaganda. L'insurrezione può mettere in luce anche i disordini e le violenze di un governo, dimostrare l'incapacità di un governo di gestire la sicurezza della sua popolazione, di indebolire, uccidere o intimidire chi vi si oppone, intimidire la popolazione e scoraggiandone la partecipazione, controllando o intimidendo la polizia e le forze militari (che nei limiti delle loro capacità cercano di rispondere agli attacchi degli insorgenti) o creando un governo repressivo così da provocare delle reazioni di rivolta spontanee presso la popolazione.[22]

#### La guerra politica sovietica in Afghanistan
L'Unione Sovietica rimane un esempio lampante di come una nazione aggressiva espanda il proprio impero attraverso l'infiltrazione ed il coinvolgimento militare diretto. Dopo la seconda guerra mondiale, l'Unione Sovietica credeva che l'economia europea si sarebbe disintegrata, lasciando dietro a sé un caos che però avrebbe consentito l'espansione sovietica in nuovi territori. I sovietici iniziarono quindi da subito ad organizzare un sistema di guerra politica per sponsorizzare proteste di massa "spontanee" e politici fantoccio. Mentre molte strutture politiche e sociali del dopoguerra in molti paesi parevano in condizioni disperate, l'Unione Sovietica tramite i partiti comunisti era ben organizzata e capace di prendere il sopravvento sui governi dell'Europa orientale, male organizzati. Le operazioni clandestine dell'intelligence sovietica e delle forze occupanti sovietiche riuscirono in molti casi ad infiltrarsi nella sfera politica dei nuovi stati satellite. Per contro, nel 1979, l'Unione Sovietia ancora non era riuscita a penetrare la società afghana dopo aver supportato un colpo di Stato che aveva portato al potere un nuovo governo di stampo marxista. Mentre alcune unità sovietiche erano già pronte a Kabul, altre truppe giunsero nelle altre città provinciali, portando il totale degli uomini dell'Unione Sovietica in Afghanistan tra i 125.000 ed i 140.000. I sovietici ad ogni modo apparvero impreparati alla resistenza afghana che includeva tattiche della guerriglia classica con supporto di altre potenze straniere. Nel 1989 le forze sovietiche decisero di ritirarsi dall'Afghanistan senza aver raggiunto l'obbiettivo.

## Nell'antichità

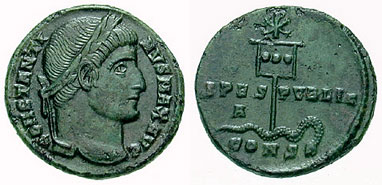
Una moneta di Costantino (c.337) che mostra il suo labaro che uccide un serpente.

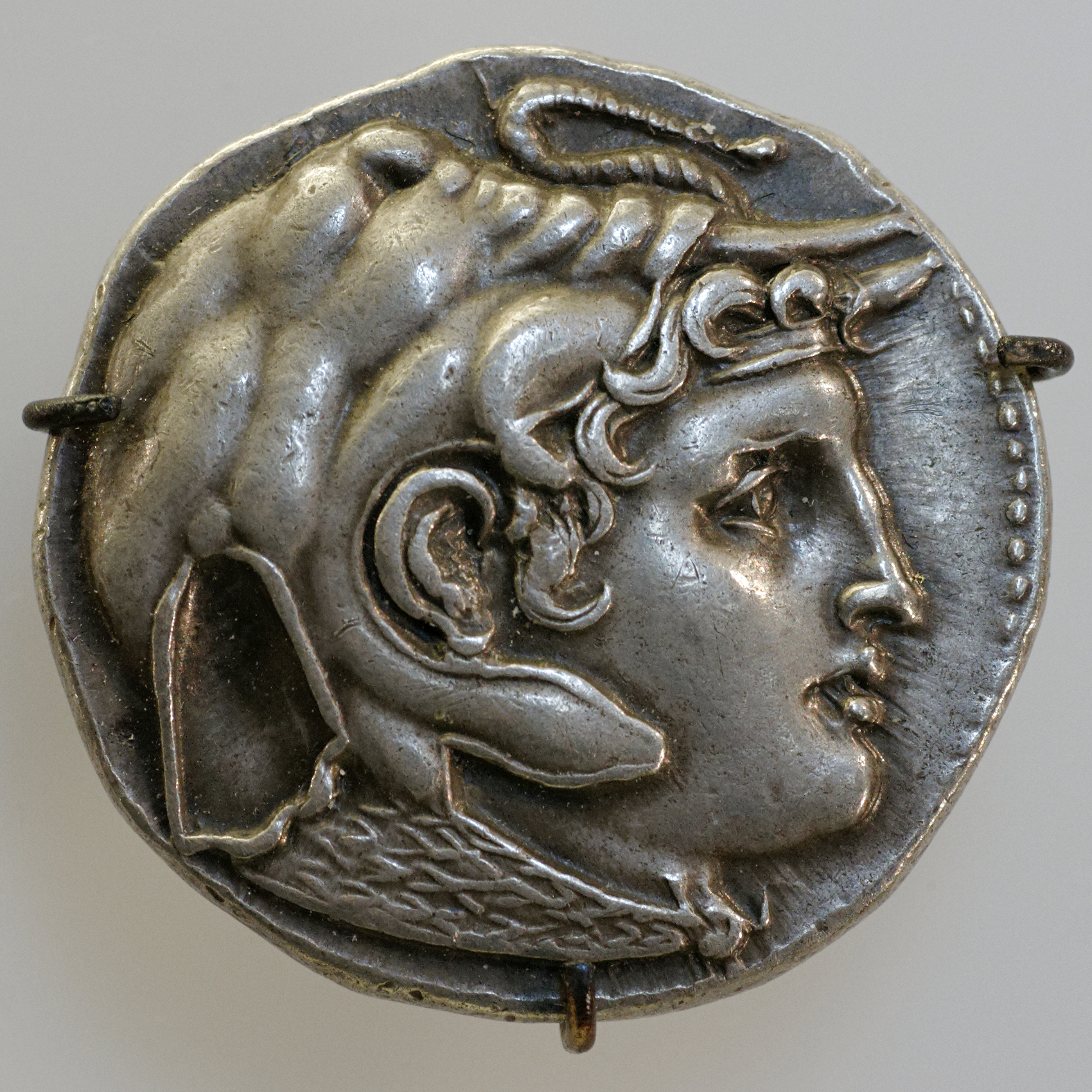
Un tetradracme d'argento di Alessandro il Grande.

Il simbolo Chi-Rho

La storia della guerra politica si può rintracciare già nell'antichità. Il generale e stratega cinese Sun Tzu ne colse l'essenza già nella sua opera L'arte della guerra: "Ottenere cento vittorie in cento battaglie non è l'eccellenza più alta; l'eccellenza più alta è sottomettere l'esercito del nemico senza combatterlo… L'esperto nell'utilizzare un metodo per sottomettere l'esercito nemico senza andare in battaglia prenderà le mura nemiche senza lanciare attacchi e schiaccerà lo stato del nemico senza una guerra protratta nel tempo."
Vi sono molti esempi di guerra politica sin dai tempi antichi. Nell'antica Grecia, un famoso esempio è quello del cavallo di Troia, il quale sfruttò uno stratagemma per raggiungere un obbiettivo tattico militare. La propaganda era uno strumento comunemente utilizzato, come pure il teatro greco e la retorica utilizzavano parole ed immagini per influenzare la popolazione nel mondo ellenico. Questa pratica portò allo sviluppo di discorsi pubblici come meccanismo per una guerra politica, maggiore della forza bruta. Nel medesimo periodo, Alessandro il Grande usò anche le monete con la propria immagine per far accettare anche indirettamente la sua immagine ai popoli sottomessi, legittimandosi come sovrano legalmente autorizzato appunto a coniare moneta nei propri domini.
Anche nell'antica Roma vennero utilizzati metodi simili come la retorica, particolarmente amata da Cicerone; l'arte, come per le monete, le statue, le architetture, le opere di ingegneria ed i mosaici, era largamente sfruttata in questo senso. Tutti questi elementi erano utilizzati per mostrare il dominio imperiale di Roma a tutte le nazioni ad essa assoggettate e mostrare la natura superiore della società romana. Con la visione religiosa dell'imperatore Costantino I a partire dal 333 lo stato romano passò ad adottare il cristianesimo come religione di stato. Facendo ciò, Costantino collegò "gli impegni religiosi con l'ambizione imperiale" il che fu un vero successo. Uno dei simboli più usati nella tarda romanità cristiana fu il monogramma Chi Ro, con le prime due lettere del nome di Cristo in lingua greca antica. Questo simbolo venne utilizzato per più di 1000 anni dai successori di Costantino come simbolo della "maestà imperiale e della divina autorità" ed ancora oggi è uno dei simboli del cristianesimo.

## Stati Uniti

### La creazione della capacità di una guerra politica

Il logo utilizzato per gli aiuti inviati ai paesi europei durante il periodo di applicazione del piano Marshall.

La politica estera statunitense dimostra una tendenza alla guerra politica in tempi di tensione o di possibile minaccia, e ad una diplomazia pubblica in tempi di pace. L'uso americano della guerra politica dipende dalla sua visione politica accentratrice e dei suoi obbiettivi di politica estera. Dopo la seconda guerra mondiale, la minaccia dell'espansione sovietica ha portato due nuove anime nella guerra politica americana:
1. Restaurare l'Europa occidentale tramite il supporto militare, economico e politico
2. Indebolire i sovietici nell'Europa orientale attraverso la propaganda[34]

Il presidente Harry S. Truman definì questa guerra politica tramite il National Security Act del 1947. Tale atto, creò la U.S. National Security Council, la quale divenne l'infrastruttura necessaria ad applicare il potere militare per propositi politici. Inoltre, gli Stati Uniti modellarono il piano Marshall, che diede i fondi necessari alla ricostruzione, dal 1947 al 1951, ai paesi europei devastati dalla guerra. Il presidente Truman diede voce alla visione universalista degli Stati Uniti in una guerra sottesa con l'Unione Sovietica già dal suo discorso al Congresso del 12 marzo 1947, creando le basi per la dottrina Truman:

Un gran numero di persone di diversi paesi nel mondo hanno di recente sperimentato regimi totalitari che li hanno costretti ad agire contro la loro volontà. Il Governo degli Stati Uniti ha protestato frequentemente contro queste coercizioni ed intimidazioni, in violazione degli accordi di Yalta, in Polonia, Romania e Bulgaria.

Da un lato si sono creati stati basati sull'opinione della maggioranza che si sono distinti per libere istituzioni, governi rappresentativi, garanzie di libertà individuale, libertà di parola e religione, nonché libertà dall'oppressione politica.

In altri casi invece si sono creati stati operanti sulla base di una minoranza che con la forza si è imposta sulla maggioranza. Questi si sono basati sul terrore e sull'oppressione, sul controllo della stampa e della radio, su elezioni prefissate e sulla soppressione delle libertà personali. 

Credo che la politica degli Stati Uniti debba essere quella di supportare i popoli liberi che stanno resistendo a tentativi di soggiogamento da parte di minoranze armate o di pressioni esterne.

Credo che sia nostro dovere assistere le persone libere di condurre liberamente i loro destini.

Credo che il nostro aiuto debba essere primario attraverso l'economia e la finanza per ristabilire ordine e stabilità nei processi politici.

Il seme dei regimi totalitari si nutre di miseria e imposizione. Si diffondono e crescono sul suolo dannato della povertà e dei conflitti. Raggiungono la crescita completa quando la speranza di un popolo in una vita migliore si esaurisce. Dobbiamo continuare a tenere in vita questa speranza.

I popoli liberi del mondo guardano a noi per avere un supporto nel mantenimento delle loro libertà.

Se venissimo meno nel nostro ruolo, potremmo mettere in pericolo la pace del mondo e quindi anche della nostra nazione.

### Politica di contenimento
La Dottrina Truman fu la base della guerra politica statunitense dopo la seconda guerra mondiale ed essi si impegnarono prevalentemente con una strategia ora attiva, ora difensiva, a contenere la minaccia sovietica. Il 4 maggio 1948, George F. Kennan, padre della politica di contenimento, scrisse il Policy Planning Staff Memorandum dal titolo The Inauguration of Organized Political Warfare. Il National Security Council (NSC) stabilì quindi una vera e propria direzione delle operazioni di guerra politica sotto il controllo dello stato tramite l'autorità del Segretario di Stato statunitense. Kennan definì la guerra politica come "il dispiegamento di tutti i mezzi a disposizione di una nazione, ad eccezione della guerra, per raggiungere i suoi obbiettivi nazionali. Tali azioni siano sia pubbliche che segrete. Il loro range andrà dalle alleanze politiche alle misure economiche (come ad esempio il piano Marshall) passando per la propaganda "bianca" o il supporto ad operazioni clandestine ed elementi esteri "amici", sino alla "nera" con la guerra psicologica e l'incoraggiamento di resistenze sotterranee in paesi ostili."

Nel memorandum inoltre vengono definiti quattro progetti da attivare per contrastare la crescente influenza del comunismo del mondo:
- Comitati di Liberazione: per incoraggiare la formazione di una organizzazione pubblica per la sponsorizzazione di rifugiati politici per dare supporto alle guide delle nazioni che stanno cercando di liberarsi dal giogo sovietico;
- Supporto ad elementi locali anti-comunisti: nei paesi liberi;
- Attività sotterranee oltre la Cortina di Ferro
- Azioni dirette preventive in paesi liberi: solo in caso di assoluta necessità. Tra queste attività si comprendono: azioni di anti-sabotaggio e sabotaggio.

### L'era della Guerra Fredda

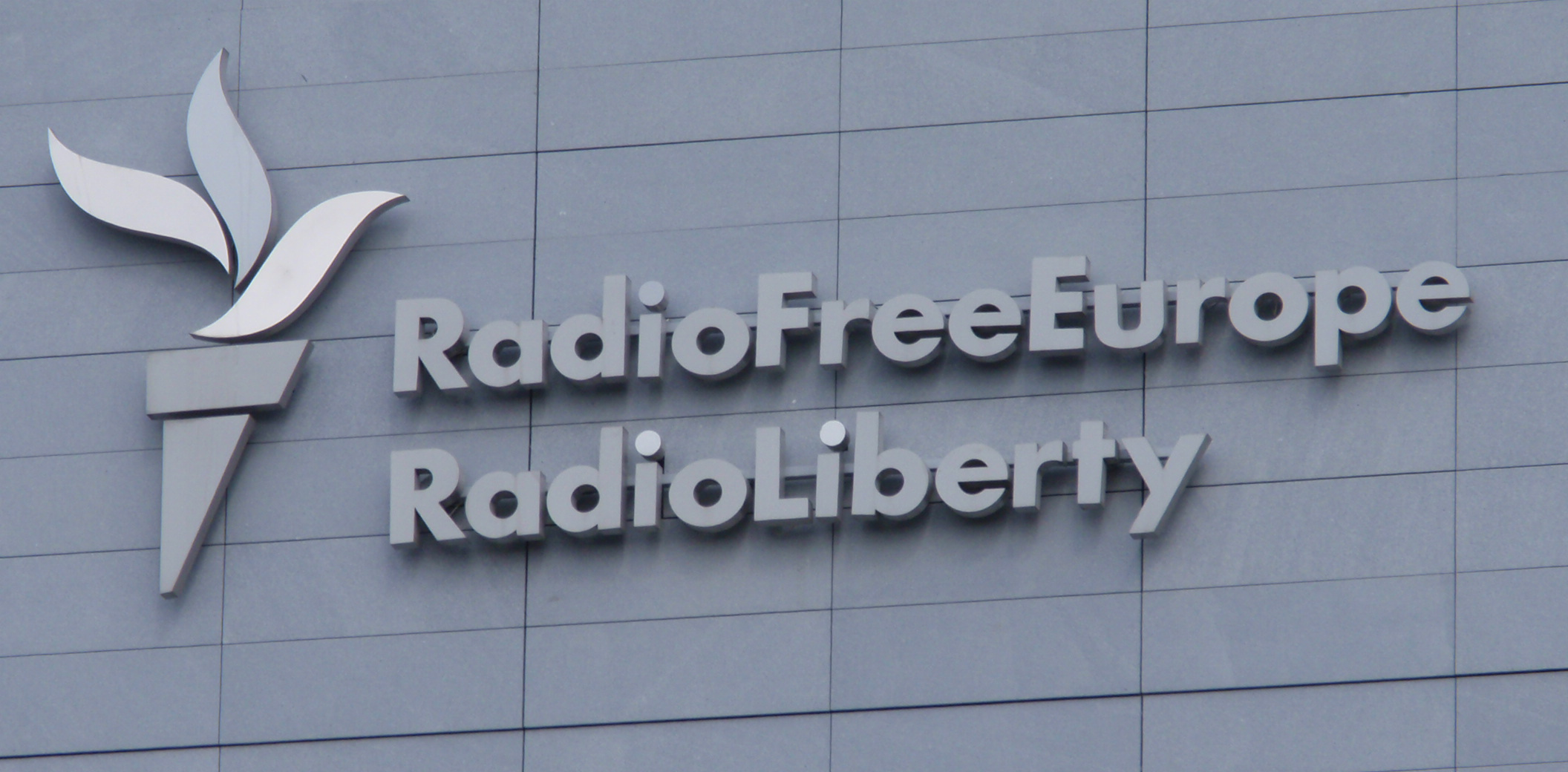
Il logo della RFE/RL

Gli Stati Uniti utilizzarono una propaganda grigia e nera, trasmissioni e la stampa durante il periodo della Guerra Fredda per raggiungere gli scopi della loro guerra politica. Queste operazioni vennero condotte contro obbiettivi nell'Europa orientale dall'Europa occidentale da due organizzazione pubblico/private supportate in parte dalla CIA e dalla NSC, ed in parte da corporazioni private. Queste organizzazioni erano Europa Libera venne lanciata 1941 e il Comitato Americano di Liberazione (AmComLib) creato nel 1951 per trasmissioni di informazione nell'Unione Sovietica. Entrambe le organizzazioni vennero poi abbinate a Radio Free Europe/Radio Liberty (RFE/RL). Molti aderenti e collaboratori della RFE/RL provenivano da famiglie di emigranti fortemente anti-comuniste o dagli Stati Uniti. Ufficialmente, "il governo statunitense avrebbe negato ogni responsabilità sulle trasmissioni radio e sulla fondazione dei canali, sul reclutamento del personale e sull'influenza politica. Ovviamente, il grosso del supporto era americano, ma ufficialmente non doveva esserlo e come tale queste azioni avrebbero dovuto essere escluse dal corso delle azioni diplomatiche per non avere implicazioni legali internazionali." Quella della RFE/RL era considerata un'operazione grigia sino a quando la sua esistenza non venne resa pubblica da un gruppo di "attivisti" negli Stati Uniti alla fine degli anni '60. L'obbiettivo di queste radio era quello di presentare la verità che il regime sovietico cercava di sopprimere oltre la cortina di ferro per "aiutare la ricostruzione ed intensificare la vita intellettuale dell'Europa che avrebbe così potuto [...] sconfiggere le incursioni sovietiche nella loro libertà".
Inoltre, Voice of America (VOA) iniziò le proprie trasmissioni ai cittadini sovietici nel 1947 col pretesto di contrastare "la propaganda sovietica diretta contro politici e leader americani" sui media di lingua russa. The Soviet Union responded by initiating electronic jamming of VOA broadcasts on April 24, 1949.
Sul finire del 1950 un gruppo di studenti tra cui fisici, storici e psicologi dell'Università di Harvard, del Massachusetts Institute of Technology e della RAND Corporation iniziarono degli studi di guerra psicologica per il Dipartimento di stato. Il Rapporto del Progetto Troy al Segretario di Stato, presentato al Segretario di Stato americano il 1º febbraio 1951, propose diversi elementi di guerra politica, tra cui metodi per minimizzare gli effetti dell'anti-propaganda sovietica ai danni delle trasmissioni americane. Si può pensare che l'amministrazione Truman abbia tentato di migliorare ancora di più il Progetto Troy col progetto Overload and Delay. Il proposito di quest'ultimo era infatti quello di rompere il sistema stalinista.
Sempre durante la Guerra Fredda, dopo il discorso del presidente Reagan dell'8 giugno 1982 al parlamento inglese, emersero nuovi elementi della guerra politica. Nel suo discorso, Reagan si appellò per una "crociata globale per la democrazia" e come risultato, il National Endowment for Democracy (NED) venne costituito nel dicembre del 1983. Il NED fu un'organizzazione non governativa basata su quattro istituti fondamentali:
- Il National Democratic Institute
- Il National Republican Institute per dispensare fondi e formare i politici;
- Il Center for International Private Enterprise per dare opportunità di lavoro e commercio;
- AFL-CIO per assistere i sindacati stranieri.[45]

Il NED "preparava programmi di supporto ai candidati che gli Stati Uniti avrebbero ben visto a Grenada, Panama, El Salvador e Guatemala per evitare vittorie comuniste negli anni successivi e creare governi sempre più pro-Stati Uniti". L'organizzazione fu attiva anche in Europa finanziando organizzazioni che promuovevano la NATO come ad esempio "le organizzazioni studentesche francesi […] collegate a organizzazioni paramilitari fasciste". In Nicaragua gli sforzi vennero orientati in senso anti-Sandinista come pure in Polonia tra il 1984 ed il 1990 gli americani furono impegnati a contrastare la crescente presenza comunista. According to a 1991 interview in the Washington Post with one of the creators of the NED, Allen Weinstein, "a lot of what we (NED) do today was done covertly 25 years ago by the CIA".

## Nei regimi comunisti

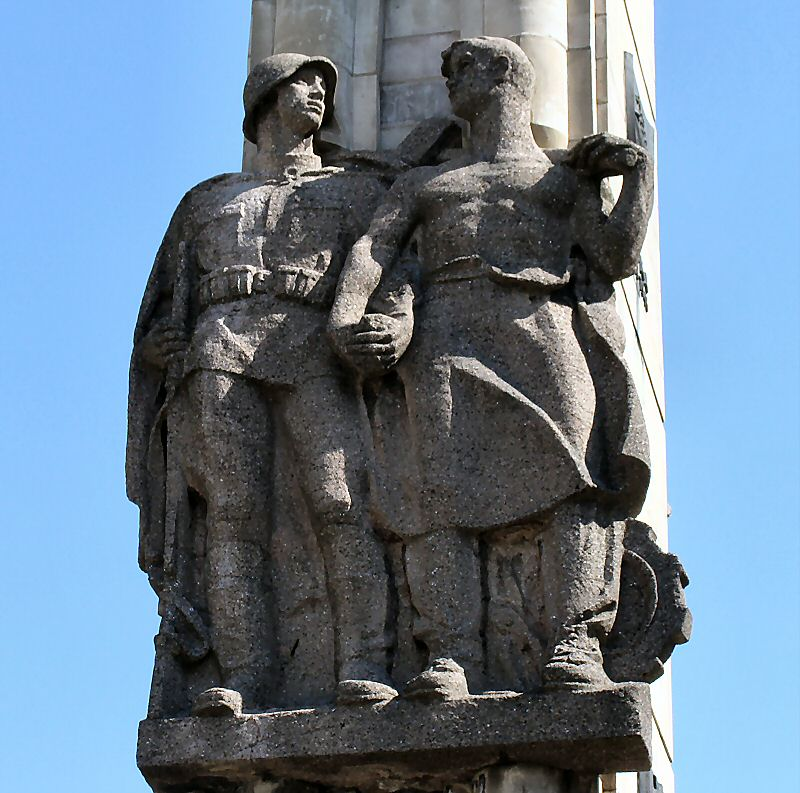
Monumento al soldato in Piazza della Libertà a Włocławek, Polonia. Il monumento rappresenta un soldato dell'Armata Rossa ed un contadino polacco che si stringono la mano. L'Unione Sovietica utilizzò i monumenti con protagonista l'Armata Rossa nei paesi occupati come strumento di propaganda.

### Unione Sovietica
Durante la Guerra Fredda, l'Unione Sovietica venne coinvolta in operazioni di guerra politica sulle linee classiche del totalitarismo, utilizzando molta propaganda, sia interna che esterna. "Misure attive" (in russo: Активные мероприятия) fu un termine russo pe descrivere le attività di guerra politica sia in patria che all'estero per supportare la politica dei sovietici sotto diverse forme dalla propaganda, al sostegno economico, sino alla disinformazione generale ed agli assassini. Le misure erano intese a danneggiare l'immagine del nemico, creare confusione, modellare l'opinione pubblica e rendere più tese le relazioni internazionali. L'Unione Sovietica dedicò molte delle proprie risorse ed attenzioni a queste attività, credendo che la "produzione in massa di misure attive avrebbe avuto un effetto cumulativo e significativo che sarebbe durato per decenni". Le misure adottate dai sovietici includevano pregiudizi, credenze popolari e sospetti radicati nella storia locale. Le campagne sovietiche foraggiarono la disinformazione e furono psicologicamente molto consistenti presso il pubblico. Examples of Soviet active measures include:
- Operazione Trust: fu un'operazione di controintelligence condotta dall'intelligence sovietica contro avversari interni ed esterni. L'operazione, che perdurò dal 1921 al 1929, mise in piedi una serie di finte organizzazioni sotterranee anti-bolsceviche come l'"Unione Monarchista della Russia Centrale" con l'intento di far apparire che vi fossero delle cospirazioni contro il governo sovietico. L'intento dell'operazione era di far apparire come fosse necessario unirsi tutti insieme attorno alla patria per difenderla dagli aggressori interni ed esterni ma nel contempo come la stessa Unione Sovietica avesse abbandonato il suo primo ideale rivoluzionario. L'intelligence occidentale supportò l'idea di questi finti dissidenti bolscevichi tramite dei falsi rapporti di intelligence. Il proposito dell'operazione era quello di identificare veri dissidenti ed anti-bolscevichi, sia all'interno che all'esterno della Russia. L'operazione portò all'arresto ed alla morte di diversi capi russi in esilio ed alla demoralizzazione generale degli sforzi anti-sovietici.[50]
- Campagna "Rumor": nell'ottobre del 1985, il settimanale sovietico Literaturnaya Gazeta portò all'attenzione del pubblico la storia di un oscuro giornale indiano, The Patriot, che riportava a sua volta di come il governo statunitense stesse tentando di fabbricare il virus dell'AIDS per una guerra batteriologica e che per questo scopo si stessero utilizzando dei porcellini d'India per condurre degli esperimenti.[51] La storia venne trasmessa anche dalla radio di Mosca ed in altre radio di lingua inglese in Asia dove pure gli Stati Uniti avevano importanti basi militari. La campagna "Rumor" ebbe una grande rilevanza negli anni '80.[52]

La strategia e le tattiche comuniste continuarono a concentrarsi sugli obbiettivi della rivoluzione, "per la vera guerra gestita sotto la sfera della pace" col proposito di "disorientare e disarmare l'opposizione… inducendo il desiderio di resa a coloro che si opponevano… per corrodere la morale, la politica e le infrastrutture economiche delle nazioni opposte". Il comando di Lenin "politica e guerra", rimase l'obbiettivo dell'Unione Sovietica e di tutti i regimi comunisti nel mondo.

### Cina e Taiwan

Logo della guerra politica in Taiwan

I leader politici della Cina durante il XX secolo ebbero come principale obbiettivo quello di creare una nazione prima ancora di poter procedere come attori nell'arena internazionale. Di conseguenza, sia il Partito Comunista Cinese che il Kuomintang sottoscrissero il concetto di guerra politica durante i loro primi anni di lotta con l'intento di creare un'identità nazionale e sconfiggere gli avversari interni così da permettere alla Cina di competere nel mondo.
Il governo della repubblica cinese nel Taiwan riconobbe che il proprio avversario comunista impiegasse un'astuta politica per capitalizzare il Kuomintang sin dall'epoca di Sun Yat-sen negli anni '20, ed il regime di Chiang Kai-shek iniziò ad abbracciare una politica filosoficamente orientata alla guerra politica sia per necessità offensive che difensive per consolidare il proprio potere. Sia i nazionalisti che i comunisti cinesi si formarono nelle accademie.